# Naționalitate
În sensul de cetățenie, naționalitatea este un raport juridic între o persoană și un stat.  Cetățenia oferă persoanei protecția și jurisdicția statului.
Naționalitatea reprezintă:
- în sens demografic/etnografic - apartenența unei persoane la un grup etnic, fără legătură neapărată cu cetățenia - vezi naționalități conlocuitoare, minorități naționale etc. (sensul obișnuit în limba română și uzitat în România, în Polonia, în ex-Uniunea Sovietică (rus. "na-țâ-o-nali-nosti") și țările ce au compus-o etc.). Ea își găsește expresia, de exemplu, în formularele demografice de recensământ al populației din anumite state, unde apartenența e declarată anonim și voluntar. În unele regimuri, de obicei dictatoriale, și în unele situații de conflicte sau ostilitate inter-etnică, naționalitatea (ori uneori în schimbul ei - apartenența religioasă) este menționată, din inițiativa autorităților și în unele liste administrative nominale și în documente personale oficiale ale cetățenilor. În aceste cazuri aceste date pot deservi discriminări, abuzuri,iar în unele cazuri extreme din istorie și măsuri de deportare în masă sau chiar genocid.

- în sens juridic - apartenența unei persoane fizice la o anumită națiune - apartenență ce este susținută prin cetățenie - (după accepțiunea termenului de origine franceză și folosit și în țările anglo-saxone). Termenul este în mare măsură sinonim cu cel de cetățenie. (excepții:cetățenia europeană etc.)

Persoanele pot fi considerate și resortisanți ai grupurilor cu statut autonom care au cedat o anumită putere unui guvern mai mare.

## Drept internațional
Cetățenia este statutul care permite unei națiuni să acorde drepturi subiectului și să-și impună obligații asupra subiectului. În cele mai multe cazuri, niciun drept sau obligație nu este atașat automat la acest statut, deși statutul este o precondiție necesară pentru drepturile și obligațiile create de stat.

## Drept național
În mod normal, cetățenii au dreptul să între sau să se întoarcă în țara din care fac parte. Pașapoartele sunt eliberate resortisanților unui stat, mai degrabă decât numai cetățenilor, deoarece pașaportul este documentul de călătorie folosit pentru a intra în țară. Cu toate acestea, cetățenii nu pot avea permis de ședere pentru dreptul de ședere (dreptul de a trăi permanent) în țările proprii, deoarece aceste permise se acordă exclusiv străinilor, inclusiv apatrizii.

## Relația cu șovinismul
Conform anumitor juriști, ideea de "naționalitate" este incompatibilă cu cea de șovinism. Acest fapt se bazează pe caracterul (conform lui Ion Deleanu) subiectiv al anumitor aspecte legate de unicizarea unei națiuni în comparație cu altele (precum limba sau religia). În conformitate cu aceste păreri, o persoan poate aparține unei națiuni prin intermediul cetățeniei.